# Жученко Олег Дем'янович
Олег Дем'янович Жученко (нар. 20 січня 1986, смт. Літин Вінницької обл, УРСР) — український правник, державний радник юстиції 2 класу, прокурор Одеської області (червень 2016 – вересень 2019).

## Життєпис
Олег Дем'янович Жученко народився 20 січня 1986 року в с Літин на Вінниччині.
2006—2009 — слідчий прокуратури Ленінського району Вінниці. 2009—2010 — старший слідчий прокуратури того ж району, 2010—2011 — заступник прокурора Староміського району Вінниці.
2002—2007 — навчався у Одеській юридичній академії, після чого почав працювати в прокуратурі.
2012 — прокурор відділу нагляду за додержанням законів органами внутрішніх справ при провадженні дізнання та досудового слідства прокуратури Вінницької області.
2012—2014 — старший прокурор відділу нагляду за додержанням законів органами внутрішніх справ прокуратури Вінницької області.
2014—2015 — керівник прокуратури Літинського району Вінницької області.
2015 року переведений до Одещини, де працював першим заступником прокурора, а з червня 2017 до вересня 2019 був прокурором області.

## Розслідування

### Привласнення землі
Жученко є підозрюваним у справі щодо незаконного привласнення землі в Одесі, а саме активами територіальної громади Одеси на 689 млн грн та легалізації незаконно отриманих доходів. Крім Жученка, підозру оголошено 15 особам, серед них мер Одеси Геннадій Труханов, одеський кримінальний авторитет та бізнесмен Володимир Галантерник, директор департаменту Одеської міської ради Олексій Спектор.
19 жовтня 2021 Жученку було обрано запобіжний захід у вигляді особистих зобов'язань і заставу в 2,6 млн грн.

## Звання
- старший радник юстиції
- державний радник юстиції 3 класу (23 серпня 2017 року)

## Родина
- батько Дем'ян Жученко, керівник Вінницької обласної прокуратури 2003 року.
- Дружина Ольга, народилася у Вінниці, закінчила психологічний факультет у Педагогічного університету ім. Драгоманова.
- Дочка Соломія.
- Син Дем‘ян.